# アロイス・フォン・リヒテンシュタイン (1846-1920)
アロイス・フランツ・デ・パウラ・フォン・ウント・ツー・リヒテンシュタイン（Aloys Franz de Paula Maria Prinz von und zu Liechtenstein, 1846年11月18日 - 1920年3月25日）は、オーストリア＝ハンガリー（二重帝国）の貴族、政治家、社会運動家。ボヘミア系の大貴族リヒテンシュタイン家の公子。

## 生涯
リヒテンシュタイン侯アロイス2世の弟フランツと、その妻のユリア・ポトツカ（ツィスライタニエン首相アルフレト・ユゼフ・ポトツキ伯爵の妹）の間の次男として生まれた。リヒテンシュタイン侯フランツ・ヨーゼフ2世の大叔父にあたる。一族や親類の通うウィーンのショッテン中等教育学校で学んだ。1873年まではロンドンおよびベルリンで外交官として勤務し、1878年から1889年まで帝国衆議院議員をつとめた。1881年から1889年まで保守派の中央会派に属し、1888年から1889年まで同派の会長の職にあった。
1875年よりカール・フォン・フォーゲルザンクと、1887年よりカール・ルエーガーと親しく関わるようになり、「アヒルの夜会（Enten-Abende）」と呼ばれるカトリック左派の指導的政治家となった。1891年よりキリスト教社会党に所属し、1911年まで同党の議員として衆議院議員を務めた。1906年から1918年まではニーダーエスターライヒ州の州議会議長も務めた。1907年にはドイツ人のカトリック保守派だった人民党とキリスト教社会党の合同を実現した。1910年にルエーガーが死ぬと、1918年までキリスト教社会党の党首と務めた。1911年には貴族院議員に任命されたが、この頃から病がちとなり、政治活動にも支障が出た。キリスト教社会運動の活動家として、教皇レオ13世の社会改革思想に基づく宗教学校を創設した。アロイスはその政治姿勢から「赤いプリンス（der rote Prinz）」と呼ばれるようになった。
アロイスは1872年にイングランド人の外交官第4代ホランド男爵ヘンリー・フォックスの養女マリー・フォックス（1850年 - 1878年）と結婚し、間に4人の娘をもうけた。マリーと死別後、1890年に宮廷御用達の銀細工師ヨーゼフ・カール・クリンコッシュの娘ハンナ・クリンコッシュ（1849年 - 1925年）と再婚したが、間に子供は無かった。

## 子女
最初の妻マリーとの間に4人の娘をもうけた。
- ゾフィー・マリア・ヨーゼファ（1873年 - 1947年） - 1897年、ウルメーニ・フェレンツと結婚
- ユーリエ・マルガレーテ・マリア（1874年 - 1958年）
- ヘンリエッテ・マリア・ヨーゼファ（1875年 - 1958年） - ベネディクト会修道女
- マリー・ヨハンナ・フランツィスカ（1877年 - 1939年） - 1902年、フランツ・フォン・メラン伯爵の長男フランツ・フォン・メラン伯爵と結婚

## 著書
- Über Interessenvertretung im Staat. 1877
- Die soziale Frage. 1877
- Österreich-Ungarns äußere Politik. 1916
- Österreichs neue politische Organisation. 1916